# Правило Оствальда
Правило Оствальда (рос. правило Оствальда, англ. Ostwald rule, нім. Ostwald-Regel f) – правило послідовних реакцій, яке пояснює утворення мінералів шляхом поступових переходів через проміжні стадії від найменш до найбільш стабільних. Особливе значення має при мінералоутворенні у корі вивітрювання і при постмагматичних процесах.